# Comitatul Middlesex, Virginia

Middlesex County este un comitat din statul american Virginia, care a fost constituit în 1673.  Sediul comitatului este localitatea Saluda. 